# Villa Le Bosquet
Pour les articles homonymes, voir Bosquet (homonymie) et Cannet.
La villa Le Bosquet est une résidence située au Cannet (Alpes-Maritimes) et qui a été la maison du peintre Pierre Bonnard (1867-1947) de 1926 à sa mort.

## Historique
Villa du XIXe siècle, sans caractère particulier, c'est une maison à deux niveaux au crépi rose, avec un toit à deux pentes en tuiles. Elle est entourée d'un jardin et domine Cannes.
La villa est achetée par Pierre Bonnard en 1926. Il vient y habiter avec son épouse Marthe l'année suivante.
Ayant inspiré l'œuvre du peintre, la villa et son jardin botanique font l’objet d’un classement au titre des monuments historiques depuis le 26 mars 2007.
L'édifice a reçu le label « Patrimoine du XXe siècle ».